# Hofmarkschloss Walkersaich

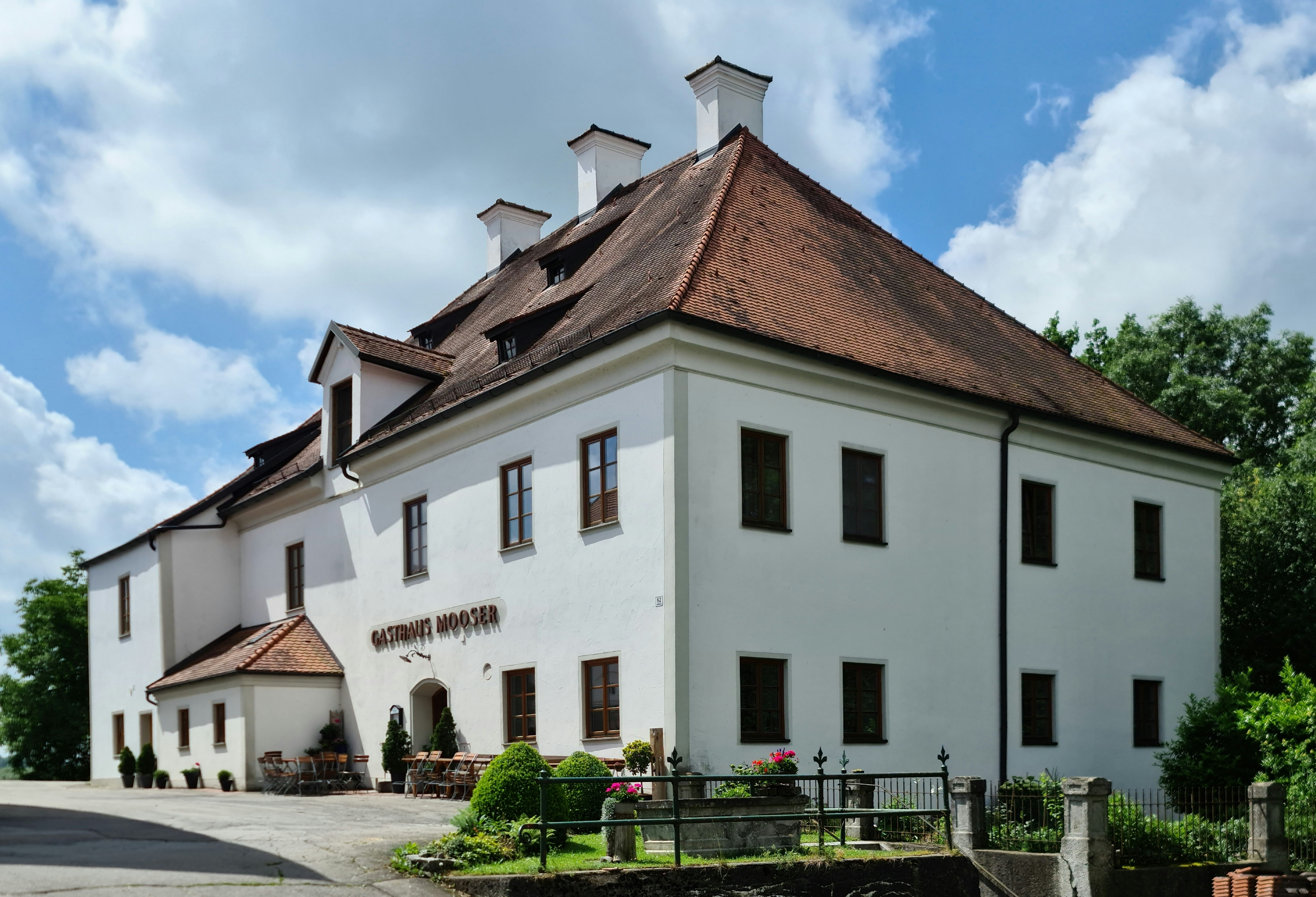
Schloss Walkersaich

Das ehemalige Hofmarkschloss Walkersaich war der Sitz der Hofmark Walkersaich im Isengau und dient heute als Schlosswirtschaft.

## Geschichte
Bereits 963 werden Schloss und Hofmark als „Eihhi“ urkundlich erwähnt. In der bayerischen Denkmalliste befindet sich das Ensemble der ehemaligen Hofmark Walkersaich. Es gehört zum Ortskern des kleinen Kirchdorfes Walkersaich und war Sitz der Adelsfamilien der Freiherren von Puech zu Walkersaich und zum Thurn. Zwischenzeitlich kam es in den Besitz des Klosters Fürstenfeld. Das Schloss ist seit 1761 Besitz der Familie Mooser und dient heute als Wirtshaus. Der mächtige Walmdachbau aus dem Jahr 1602 beherrscht zusammen mit der Kirche das Ortsbild.